# Yūichirō Nagai
Yuichiro Nagai (永井 雄一郎 Nagai Yūichiro?, Shinjuku, Japón, 14 de febrero de 1979), es un futbolista japonés. Juega de delantero y su equipo actual es el Yokohama Fifty Club de Japón.

## Selección nacional
Ha sido internacional con la Selección de fútbol de Japón, ha jugado 4 partidos internacionales y ha anotado 1 gol.

### Participaciones en la Copa del Mundo
| Mundial                                | Sede    | Resultado        |
| -------------------------------------- | ------- | ---------------- |
| Copa Mundial de Fútbol Juvenil de 1997 | Malasia | Cuartos de final |
| Copa Mundial de Fútbol Juvenil de 1999 | Nigeria | Subcampeón       |

### Participaciones internacionales
| Torneo                         | Sede    | Resultado    |
| ------------------------------ | ------- | ------------ |
| Copa FIFA Confederaciones 2003 | Francia | Primera fase |

## Clubes
| Club                | País     | Año             |
| ------------------- | -------- | --------------- |
| Urawa Red Diamonds  | Japón    | 1997 - 1998     |
| Karlsruher          | Alemania | 1998 - 1999     |
| Urawa Red Diamonds  | Japón    | 1999 - 2008     |
| Shimizu S-Pulse     | Japón    | 2009 - 2011     |
| Yokohama FC         | Japón    | 2012 - 2013     |
| Arterivo Wakayama   | Japón    | 2014            |
| Thespakusatsu Gunma | Japón    | 2015 - 2017     |
| Yokohama Fifty Club | Japón    | 2018 - Presente |

## Palmarés

### Campeonatos nacionales
| Título             | Club               | País  | Año  |
| ------------------ | ------------------ | ----- | ---- |
| Copa J. League     | Urawa Red Diamonds | Japón | 2004 |
| Copa del Emperador | Urawa Red Diamonds | Japón | 2005 |
| Copa del Emperador | Urawa Red Diamonds | Japón | 2006 |
| Supercopa de Japón | Urawa Red Diamonds | Japón | 2006 |
| J1 League          | Urawa Red Diamonds | Japón | 2006 |

### Copas internacionales
| Título                      | Club               | País  | Año  |
| --------------------------- | ------------------ | ----- | ---- |
| Liga de Campeones de la AFC | Urawa Red Diamonds | Japón | 2007 |

### Distinciones individuales
| Distinción                                           | Año  |
| ---------------------------------------------------- | ---- |
| Jugador del torneo de la Liga de Campeones de la AFC | 2007 |